# 1912年中国
| 中国历史 / 中国历史年表                                                                                                   |
| 世紀： 19世纪中国 / 20世纪中国 / 21世纪中国                                                                               |
| 年代： 1880年代中国 / 1890年代中国 / 1900年代中国 / 1910年代中国 / 1920年代中国 / 1930年代中国 / 1940年代中国             |
| 年份： 1908年中国 / 1909年中国 / 1910年中国 / 1911年中国 / 1912年中国 / 1913年中国 / 1914年中国 / 1915年中国 / 1916年中国 |
| 纪年： 壬子年（鼠年）、中华民国元年                                                                                       |

## 大事記

### 1月
- 1月1日，中華民國臨時政府在江蘇省南京府宣布正式成立[1]。孫中山宣誓就任臨時大總統[2][3]，黎元洪为临时副总统，黄兴任陆军部长[4]。

### 3月
- 3月10日，袁世凱在北京石大人胡同前清外務部公署就任臨時大總統，3月25日袁任命的內閣總理唐紹儀抵南京組織新內閣[5]:86。

### 6月
- 6月22日，孫中山由廣州經香港抵達上海[6]:373。

### 7月
- 孫中山〈中國革命的社會意義〉發表於比利時《人民報》，認為民族主義、民權主義「因清廷退位而付之實現」，當前「應該實行經濟革命」[6]:373。